# Alvania gofasi
Alvania gofasi is een slakkensoort uit de familie van de Rissoidae. De wetenschappelijke naam van de soort is voor het eerst geldig gepubliceerd in 1990 door Rolán & Fernandes.